# Mohammad Taláí
Mohamed Talájí (persky محمد طلايى‎) nebo (anglicky Mohammad Talaei (Talaee)), (* 7. dubna 1973 v Isfahánu, Írán) je bývalý íránský zápasník volnostylař. Volnému stylu se věnoval od 13 let. Připravoval se v Teheránu. V roce 1996 startoval na olympijských hrách v Atlantě v bantamové váze. Po prohře ve druhém kole s Bělorusem Alexandrem Guzov přišel o možnost bojovat ve finále. V opravách nakonec vybojoval 6. místo. V roce 1997 se v ruském Krasnojarsku stal mistrem světa. Od roku 1998 se stěhoval do vyšší pérové váhy kvůli Alírezá Dábirovi. V roce 2000 startoval na olympijských hrách v Sydney a po vyhroceném zápase s Američanem Cary Kolatem postoupil ze základní skupiny. V semifinále však prohrál s Bulharem Serafimem Barzakovem a skončil na 4. místě. V roce 2004 se na letní olympijské hry v Athénách nenominoval. Sportovní kariéru ukončil po roce 2004.